# Línea 5 del Trolebús de la Ciudad de México
La Línea 5 del trolebús de la Ciudad de México, anteriormente conocida como Línea LL , recorre la ciudad de norte a sur, sobre Avenida Valle Alto, Orizaba, Villa de Ayala, Avenida Estado de Zacatecas, Avenida Constitución de la República, Estado de Baja California Sur, Avenida José Loreto Fabela, Camino a San Juan de Aragón, Calzada San Juan de Aragón, 5 de febrero, Cantera, Moctezuma, Calzada Misterios, Calzada de Guadalupe, Paseo de la Reforma, Valerio Trujano y la Avenida Hidalgo. Tiene por origen la colonia San Felipe de Jesús y como destino la estación del Metro Hidalgoy La Díana. Es la primera línea que recorre en los límites de la Ciudad de México y Estado de México en el municipio de Nezahualcóyotl seguido de la Línea 11.
El horario es de lunes a sábado de 05:00 h a 00:00 h y domingo de 6:00 h a 23:30 h, esto con un costo de $4.00 pesos.La ruta tiene una longitud de 26.14 km.

## Historia
Esta línea fue inaugurada como se encuentra en la actualidad el 9 de marzo de 2001, justo en el 50 aniversario de la existencia del trolebús en la Ciudad de México.

## Estaciones
| Paradas en sentido Norte a Sur: - San Felipe de Jesús - Sierra Hermosa - Tepatitlán - Calpulalpan - Villa de Ayala - Estado de Tabasco - Estado de Oaxaca - Estado de Morelos - Constitución de la República - Estado de Sinaloa - Camino de la Unión - Camino Sur - Deportivo los Galeana - Puerto de Mazatlán - Puerto de Tampico - Camino de San Juan de Aragón - Puerto de Tlacotalpan - Puerto de Barra de Nautla - Puerto de Acapulco - Puerto de San Blas - Puerto de Coatzacoalcos - Puerto Cádiz - Gran Canal - Arcos de Aragón - Eduardo Molina - San Juan - FF.CC. Hidalgo - Martin Carrera - Casa del Peregrino Juan Diego - 5 de Febrero - General Martin Carrera - General Mariano Salas - Zaragoza - Montevideo - Garrido - Ricarte - Fortuna - Euzkaro - Río Blanco - Victoria - Excelsior - Basilio Romo Anguiano - Robles Domínguez - Donizetti - Río Consulado - Beethoven - Juventino Rosas - Manuel González - Tlatelolco - Flores Magón - González Bocanegra - Garibaldi - Moctezuma - Lerdo - Av. Hidalgo | Paradas en sentido Sur a Norte: - Av. Hidalgo - Metro Hidalgo - Valerio Trujano - Garibaldi - Matamoros - Constancia - Canal del Norte - Cobre - Hierro - Telurio - Río Consulado - Julieta - Noe - Henry Ford - Victoria - Joyas - Talismán - Moctezuma - Hidalgo - 5 de Febrero - Cuauhtémoc - Gral. Vicente Villada - Plaza Mariana - Calz. San Juan de Aragón - Casa del Peregrino Juan Diego - Martin Carrera - Hospital de La Villa - San Juan - Eduardo Molina - Clínica 23 IMSS - Arcos de Aragón - Gran Canal - Puerto de Cádiz - Puerto de Cozumel - Puerto de Guaymas - Puerto de Acapulco - Puerto Progreso - Puerto Tlacotalpan - Loreto Fabela - Puerto de Tampico - Puerto de Mazatlán - Deportivo Los Galeana - Francisco Morazán - Constitución de la República - Estado de Sinaloa - Estado de Tamaulipas - Estado de Morelos - Estado de Oaxaca - Estado de Tabasco - Villa de Ayala - Calpulalpan - Valle Zambezi - Valle Yukón - Valle del Yang Tse - San Felipe de Jesús |

## Servicio ampliado
Este servicio inicia en San Felipe de Jesús hasta La Diana, opera de lunes a viernes desde las 06:00 hasta las 10:00 y de 18:00 a 22:00. El costo se mantiene en $4.00 pesos.
| Paradas en sentido Norte a Sur (a partir de la estación Lerdo): - Metro Hidalgo - Caballito - Glorieta de Colón - París - Reforma - Hamburgo - La Palma - El Ángel - La Diana | Paradas en sentido Sur a Norte (hasta la estación Av. Hidalgo): - La Diana - El Ángel - La Palma - Hamburgo - Reforma - París - Glorieta de Colón - Caballito - Metro Hidalgo |

## Sitios de interés cerca de la línea
- Deportivo Los Galeana
- Clínicas 94 y 23 del IMSS
- Hospital Psiquiátrico Morelos 2
- Centro Comercial Eduardo Molina
- Colegio Justo Sierra
- Hospital de Urgencias la Villa SSDF
- Preparatoria del GDF Martín Carrera
- Delegación Gustavo A. Madero
- Parque del Mestizaje
- Basílica de Guadalupe
- Plaza Tepeyac
- Plaza de las 3 Culturas
- Mercado de la Lagunilla
- Plaza Garibaldi, P.G.R.
- Secretaría de Hacienda
- Alameda Central
- Iglesia de San Hipólito - San Judas Tadeo[1]

1. 1 2 3 4  México, Servicio de Transportes Eléctricos de la Ciudad de. «Línea 5». Servicio de Transportes Eléctricos de la Ciudad de México. Consultado el 27 de abril de 2024.
2. ↑  México, Servicio de Transportes Eléctricos de la Ciudad de. «Línea 5 - Servicio Ampliado». Servicio de Transportes Eléctricos de la Ciudad de México. Consultado el 28 de abril de 2024.

- Datos: Q125661434